# دیوسمتین
دیوسمتین (به انگلیسی: Diosmetin) با فرمول شیمیایی C16H12O6 یک ترکیب شیمیایی است. که جرم مولی آن ۳۰۰٫۲۶ گرم بر مول می‌باشد. 